# Da Ya Think I'm Sexy?
Singles de Rod Stewart
I Was Only Joking Ain't Love a Bitch
Da Ya Think I'm Sexy? est un single de Rod Stewart sorti en novembre 1978. Il s'agit du premier extrait de l'album Blondes Have More Fun.
Pour cette chanson, Rod Stewart s'est largement inspiré de deux mélodies. Le refrain provient de Taj Mahal de Jorge Ben, et la mélodie du synthétiseur est empruntée à If You Want My Love, Put Something Down on It de Bobby Womack. Après avoir été condamné pour le plagiat du titre de Jorge Ben, Rod Stewart a accepté de verser les profits tirés de cette chanson à l'UNICEF.

## Classements
| Classement (1978/79)                   | Position |
| -------------------------------------- | -------- |
| Allemagne (Media Control AG)           | 9        |
| Australie (Kent Music Report)          | 1        |
| Autriche (Ö3 Austria Top 40)           | 8        |
| Belgique (Flandre Ultratop 50 Singles) | 3        |
| Canada (RPM Adult Contemporary)        | 1        |
| Canada (RPM Disco 30)                  | 7        |
| Canada (RPM Top Singles)               | 1        |
| Finlande (Finnish Singles Chart)       | 9        |
| France (SNEP)                          | 2        |
| Norvège (VG-lista)                     | 2        |
| Nouvelle-Zélande (RMNZ)                | 2        |
| Pays-Bas (Single Top 100)              | 6        |
| Suède (Sverigetopplistan)              | 11       |
| Suisse (Schweizer Hitparade)           | 8        |
| États-Unis (Hot 100)                   | 1        |

## Reprises
- En  1983, le trio de chanteuses françaises New Paradise reprit une partie de Da Ya Think I'm Sexy? dans leur chanson Get Dancing It's A Medley (album Sophistication).
- La chanson fut également reprise en 1987 par la chanteuse Sabrina Salerno, en 1993 par le groupe Revolting Cocks, en 1998 par N-Trance, et en 2006 par Paris Hilton sur l'album Paris.
- La chanson fut reprise par Millie Jackson sur scène en 1979, le titre est disponible sur l'album live Live and Uncensored/Live and Outrageous.